# جهاز ليسب

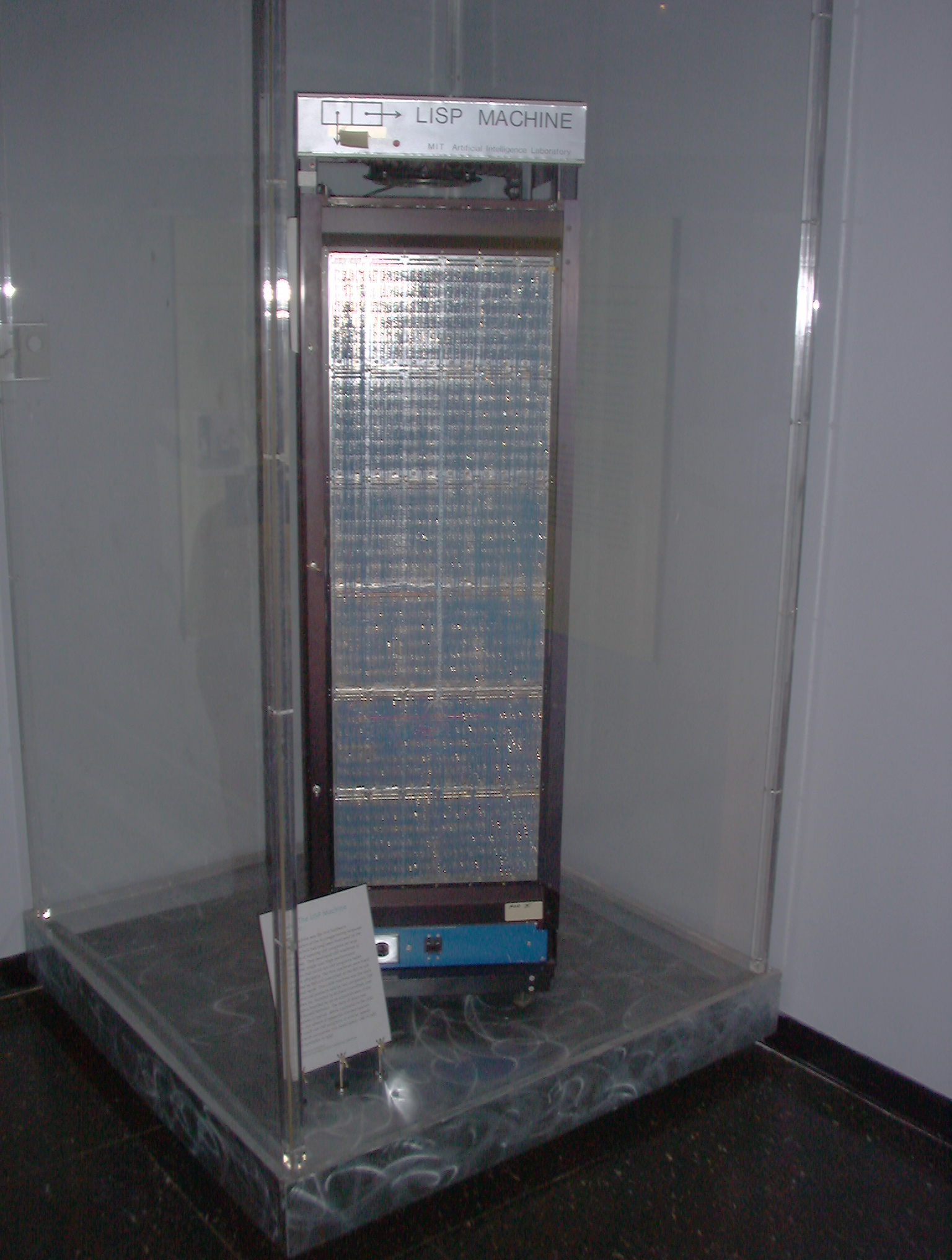
ات ليسب ليسب هي اجهزة حاسوب للأغراض العامة مخصصة لتشغيل ليسب بكفاءة كلغة برمجية وبرمجية رئيسية

آلات ليسب ليسب هي اجهزة حاسوب للأغراض العامة مخصصة لتشغيل ليسب بكفاءة كلغة برمجية وبرمجية رئيسية، عادةً عبر دعم الأجهزة. إنها مثال على بنية كمبيوتر لغة عالية المستوى، وبمعنى اخر، كانت أول محطات عمل تجارية فردية.
على الرغم من كونها قليلة في العدد (ربما إجمالي 7000 وحدة اعتبارًا من عام 1988 )، إلا أن آلات ليسب كانت رائدة تجاريًا في العديد من التقنيات الشائعة الآن، بما في ذلك في حاسوب جمع القمامة الفعال والطباعة بالليزر وأنظمة النوافذ وفئران الكمبيوتر ورسومات نقطية عالية الدقة ورسوم الكمبيوتر. ابتكارات الشبكات مثل Chaosnet. قامت العديد من الشركات ببناء وبيع آلات ليسب في الثمانينيات: Symbolics (3600 و 3640 و XL1200 و MacIvory ونماذج أخرى) وليسب Machines Incorporated (LMI Lambda) و Texas Instruments (Explorer و MicroExplorer) و Xerox (محطات عمل Interليسب-D). تمت كتابة أنظمة التشغيل بلغة ليسب Machine ليسب و Interليسب (Xerox)، ولاحقًا جزئيًا في Common ليسب.

## التاريخ

### السياق التاريخي
تطلبت برامج الكمبيوتر للذكاء الاصطناعي (AI) في الستينيات والسبعينيات من القرن الماضي ما كان يُعتبر آنذاك قدرًا هائلاً من طاقة الكمبيوتر، كما تم قياسه في وقت المعالج ومساحة الذاكرة. تفاقمت متطلبات الطاقة لأبحاث الذكاء الاصطناعي بسبب لغة البرمجة الرمزية ليسب، عندما تم تصميم الأجهزة التجارية وتحسينها لتلائم لغات البرمجة التي تشبه لغة فورتران والتجميع. في البداية، كانت تكلفة أجهزة الكمبيوتر هذه تعني أنه يجب تقاسمها بين العديد من المستخدمين. نظرًا لأن تقنية الدوائر المتكاملة قد قلصت حجم وتكلفة أجهزة الكمبيوتر في الستينيات وأوائل السبعينيات، وبدأت احتياجات الذاكرة لبرامج الذكاء الاصطناعي تتجاوز مساحة عنوان أكثر أجهزة الكمبيوتر البحثية شيوعًا، DEC PDP-10، اتبع الباحثون نهجًا جديدًا: جهاز كمبيوتر مصمم خصيصًا لتطوير وتشغيل برامج ذكاء اصطناعي كبيرة، ومصمم خصيصًا لدلالات لغة ليسب. للحفاظ على نظام التشغيل بسيطًا نسبيًا، لن يتم مشاركة هذه الأجهزة ولكن سيتم تخصيصها لمستخدمين فرديين.

### التضور الأولي
في عام 1973، بدأ ريتشارد جرينبلات وتوماس نايت، المبرمجان في معهد ماساتشوستس للتكنولوجيا (MIT)، مختبر الذكاء الاصطناعي، ما سيصبح مشروع MIT ليسب Machine عندما بدأوا لأول مرة في بناء جهاز كمبيوتر متصل بشبكة صلبة لتشغيل بعض عمليات ليسب الأساسية، بدلاً من تشغيلها في برنامج، ببنية ذات علامات 24 بت. قامت الآلة أيضًا بجمع القمامة التدريجي (أو الحلبة). وبشكل أكثر تحديدًا، نظرًا لأن متغيرات ليسب يتم كتابتها في وقت التشغيل بدلاً من وقت التجميع، فإن إضافة بسيطة لمتغيرين يمكن أن تستغرق خمسة أضعاف الوقت على الأجهزة التقليدية، بسبب تعليمات الاختبار والفرع. أجرت ليسب Machines الاختبارات بالتوازي مع إضافات التعليمات الفردية الأكثر تقليدية. إذا فشلت الاختبارات المتزامنة، فسيتم تجاهل النتيجة وإعادة حسابها؛ هذا يعني في كثير من الحالات زيادة السرعة بعدة عوامل. تم استخدام أسلوب الفحص المتزامن هذا أيضًا في اختبار حدود المصفوفات عند الرجوع إليها، وضروريات إدارة الذاكرة الأخرى (وليس مجرد جمع البيانات المهملة أو المصفوفات).
تم تحسين مراجعة النوع بشكل أكبر ويشتغل تلقائيًا عندما يتم إطالة كلمة البايت التقليدية المكونة من 32 بت إلى 36 بت لأجهزة Symbolics 3600-model ليسب  وفي النهاية إلى 40 بت أو أكثر (عادةً، كانت البتات الزائدة التي لم يتم أخذها في الاعتبار استخدمت في رموز تصحيح الأخطاء). تم استخدام المجموعة الأولى من البتات الإضافية للاحتفاظ ببيانات النوع، مما يجعل الآلة ذات بنية مميزة، وتم استخدام البتات المتبقية لتنفيذ تشفير CDR (حيث يتم ضغط عناصر القائمة المرتبطة المعتادة لتحتل نصف المساحة تقريبًا)، مما يساعد في جمع القمامة وبحسب ما ورد بترتيب من حيث الحجم. كان هناك تحسين إضافي يتمثل في تعليمي الرمز الصغير اللذين يدعمان على وجه التحديد وظائف ليسب، مما يقلل تكلفة استدعاء وظيفة إلى أقل من 20 دورة ساعة، في بعض تطبيقات Symbolics.
كانت الآلة الأولى تسمى آلة CONS (سميت على اسم قائمة سلبيات مشغل البناء cons في ليسب). غالبًا ما كان يشار إليها بمودة باسم آلة الفارس، ربما منذ أن كتب نايت أطروحة الماجستير الخاصة به حول هذا الموضوع؛ تم استقباله بشكل جيد للغاية. تم تحسينه لاحقًا إلى إصدار يسمى CADR (تورية؛ في ليسب، تُنطق وظيفة cadr، التي تُرجع العنصر الثاني من القائمة، /ˈkeɪ.dəɹ/ أو / kɑ.dəɹ/ ، كما ينطق البعض كلمة "cadre" ") والتي كانت تستند أساسًا إلى نفس البنية. تم بيع حوالي 25 مما كان في الأساس نموذجًا أوليًا لـ CADRs داخل وخارج معهد ماساتشوستس للتكنولوجيا مقابل حوالي 50000 دولار؛ سرعان ما أصبحت الآلة المفضلة للقرصنة - تم نقل العديد من أدوات البرامج المفضلة إليها بسرعة (على سبيل المثال، تم نقل Emacs من ITS في عام 1975). لقد تم استقباله بشكل جيد في مؤتمر الذكاء الاصطناعي الذي عقد في معهد ماساتشوستس للتكنولوجيا في عام 1978 حيث بدأت وكالة مشاريع البحوث الدفاعية المتقدمة (DARPA) في تمويل تطويرها.

### تسويق تكنولوجيا آلة MIT ليسب
في عام 1979، اقتنع راسل نوفتسكير بأن ماكينات ليسب تتمتع بمستقبل تجاري مشرق نظرًا لقوة لغة ليسب والعامل التمكيني لتسريع الأجهزة، واقترح على جرينبلات Greenblatt تسويق التكنولوجيا. في خطوة غير بديهية لمخترق مختبرات الذكاء الاصطناعي، وافق جرينبلات، على أمل أن يتمكن من إعادة خلق الجو غير الرسمي والمنتج للمختبر في عمل حقيقي. كانت هذه الأفكار والأهداف مختلفة إلى حد كبير عن تلك التي وضعها Noftsker. تفاوض الاثنان مطولاً، لكن لم يتنازل أي منهما. نظرًا لأن الشركة المقترحة لا يمكن أن تنجح إلا بمساعدة كاملة وغير مجزأة من متسللي AI Lab كمجموعة، فقد قرر Noftsker و Greenblatt أن مصير المشروع متروك لهما، وبالتالي يجب ترك الخيار للقراصنة.
أدت المناقشات التي تلت ذلك حول الاختيار إلى تقسيم المختبر إلى فصيلين. في فبراير 1979، وصلت الأمور إلى ذروتها. وقف المتسللون إلى جانب Noftsker ، معتقدين أن شركة مدعومة من صندوق مشروع تجاري لديها فرصة أفضل للبقاء على قيد الحياة وتسويق آلات ليسب من شركة Greenblatt الناشئة ذاتية الاستدامة التي اقترحها Greenblatt. خسر جرينبلات المعركة.
في هذا المنعطف، اجتمعت شركة Symbolics ومشروع Noftsker معاَ ببطء. بينما كان Noftsker يدفع راتباً لموظفيه، لم يكن لديه أي مبنى أو أي معدات ليعمل عليها القراصنة. وساوم باتريك وينستون على أنه في مقابل السماح لموظفي شركة Symbolics بمواصلة العمل خارج معهد ماساتشوستس للتكنولوجيا، فإن Symbolics ستسمح لمعهد ماساتشوستس للتكنولوجيا باستخدام جميع البرامج التي طورتها Symbolics داخليًا وبحرية. جاء مستشار من مركز السيطرة على الأمراض (CDC)، الذي كان يحاول تجميع تطبيق كمبيوتر للغة الطبيعية مع مجموعة من مبرمجي الساحل الغربي، إلى جرينبلات، باحثًا عن آلة ليسب لمجموعته للعمل معها، بعد حوالي ثمانية أشهر من المؤتمر الكارثي مع Noftsker. قرر جرينبلات تأسيس شركة آلات منافسة خاصة به ليسب، لكنه لم يفعل شيئًا. قرر المستشار، ألكسندر جاكوبسون، أن الطريقة الوحيدة التي سيبدأ بها جرينبلات في تأسيس الشركة وبناء آلات ليسب التي كان جاكوبسون في أمس الحاجة إليها هي إذا دفع جاكوبسون وساعد جرينبلات في إطلاق الشركة. قام جاكوبسون بتجميع خطط العمل، مجلس الإدارة، شريك Greenblatt (واحد F. Stephen Wyle). تم تسمية الشركة الجديدة باسم ليسب Machine، Inc. (LMI)، وتم تمويلها من خلال أوامر CDC ، عبر Jacobson.
في هذا الوقت تقريبًا، بدأت شركة Symbolics (شركة Noftsker) في العمل. وقد أعاقته وعد Noftsker بمنح Greenblatt بداية مبكرة لمدة عام، والتأخيرات الشديدة في شراء رأس المال الاستثماري. لا تزال Symbolics تتمتع بميزة رئيسية تتمثل في أنه بينما ذهب 3 أو 4 من متسللي AI Lab للعمل لصالح Greenblatt ، قام 14 متسللًا آخر بالتسجيل في Symbolics. لم يتم تعيين شخصين من مختبر الذكاء الاصطناعي من قبل أي منهما: ريتشارد ستالمان ومارفن مينسكي. ومع ذلك، ألقى ستالمان باللوم على شركة Symbolics في تراجع مجتمع الهاكرز الذي تركز حول مختبر الذكاء الاصطناعي. لمدة عامين، من عام 1982 إلى نهاية عام 1983، عمل ستالمان بمفرده على استنساخ مخرجات مبرمجي Symbolics ، بهدف منعهم من احتكار حواسيب المختبر.
بغض النظر، بعد سلسلة من المعارك الداخلية، انطلقت شركة Symbolics في 1980/1981، حيث باعت CADR باسم LM-2، بينما باعتها ليسب Machines ، Inc. على أنها LMI-CADR. لم تكن شركة Symbolics تنوي إنتاج العديد من LM-2s ، حيث كان من المفترض أن يتم شحن 3600 عائلة من آلات ليسب بسرعة، ولكن تم تأخير 3600s بشكل متكرر، وانتهى الأمر بإنتاج Symbolics حوالي 100 LM-2s ، كل منها بيعت مقابل 70,000 دولار. طورت كلتا الشركتين منتجات من الجيل الثاني على أساس CADR: Symbolics 3600 و LMI-LAMBDA (التي تمكنت LMI من بيع 200 منها تقريبًا). 3600، الذي تم شحنه متأخرًا بسنة، توسعت في CADR من خلال توسيع كلمة الآلة إلى 36 بت، وتوسيع مساحة العنوان إلى 28 بت  ، وإضافة أجهزة لتسريع بعض الوظائف المشتركة التي تم تنفيذها في الرمز الصغير على CADR. كان LMI-LAMBDA ، الذي تم إصداره بعد عام من الطراز 3600، في عام 1983، متوافقًا مع CADR (يمكنه تشغيل رمز CADR الصغير)، ولكن كانت هناك اختلافات في الأجهزة. انضمت شركة Texas Instruments (TI) إلى المعركة عندما رخصت تصميم LMI-LAMBDA وأنتجت البديل الخاص بها، TI Explorer. كانت بعض LMI-LAMBDAs و TI Explorer عبارة عن أنظمة مزدوجة مع كل من ليسب ومعالج Unix. طورت TI أيضًا إصدارًا من المعالجات الدقيقة 32 بت من ليسب CPU الخاص بها لـ TI Explorer. تم استخدام شريحة ليسب أيضًا في MicroExplorer - لوحة NuBus لجهاز Apple Macintosh II (تم تطوير NuBus في البداية في MIT لاستخدامه في أجهزة ليسب).
واصلت شركة Symbolics تطوير عائلة 3600 ونظام التشغيل الخاص بها، Genera ، وأنتجت Ivory ، وهو تطبيق VLSI لمعمارية Symbolics. بدءًا من عام 1987، تم تطوير العديد من الأجهزة التي تعتمد على معالج Ivory: لوحات Suns و Macs ومحطات العمل المستقلة وحتى الأنظمة المضمنة (I-Machine Custom LSI ، عنوان 32 بت، Symbolics XL-400، UX-400، MacIvory II ؛ في عام 1989 كانت المنصات المتاحة هي Symbolics XL-1200 و MacIvory III و UX-1200 و Zora و NXP1000 "pizza box"). قامت شركة Texas Instruments بتقليص Explorer إلى السيليكون مثل MicroExplorer الذي تم تقديمه كبطاقة لجهاز Apple Mac II. تخلت LMI عن هندسة CADR وطوّرت K-Machine الخاص بها ، لكن LMI أفلست قبل طرح الآلة في السوق. قبل زوالها، كانت LMI تعمل على نظام موزع لـ LAMBDA باستخدام مساحة Moby.
تحتوي هذه الأجهزة على دعم للأجهزة للعديد من عمليات ليسب البدائية (اختبار نوع البيانات، تشفير CDR) وأيضًا دعم الأجهزة لجمع القمامة التزايدية. قاموا بتشغيل برامج ليسب الكبيرة بكفاءة عالية. كانت آلة Symbolics قادرة على المنافسة ضد العديد من أجهزة الكمبيوتر الصغيرة التجارية الفائقة، ولكنها لم يتم تكييفها للأغراض التقليدية. تم بيع Symbolics ليسب Machines أيضًا لبعض الأسواق غير التابعة لمنظمة العفو الدولية مثل رسومات الكمبيوتر والنمذجة والرسوم المتحركة.
كانت آلات ليسب المشتقة من معهد ماساتشوستس للتكنولوجيا تدير لهجة ليسب المسماة ليسب Machine ليسب، المنحدرة من Macليسب التابع لمعهد ماساتشوستس للتكنولوجيا. تمت كتابة أنظمة التشغيل من الألف إلى الياء بلغة ليسب، غالبًا باستخدام امتدادات موجهة للكائنات. في وقت لاحق، دعمت آلات ليسب أيضًا إصدارات مختلفة من Common ليسب (مع النكهات والنكهات الجديدة ونظام كائن ليسب المشترك (CLOS)).

### Interليسب و BBN و Xerox
طور Bolt و Beranek و Newman (BBN) آلة ليسب الخاصة بها، المسماة Jericho ، والتي كانت تشغل نسخة من Interليسب. لم يتم تسويقه قط. محبطًا، استقالت مجموعة الذكاء الاصطناعي بأكملها، وتم توظيفها في الغالب بواسطة Xerox. لذلك، قام مركز أبحاث Xerox Palo Alto ، بالتزامن مع تطوير Greenblatt الخاص في MIT ، بتطوير آلات ليسب الخاصة بهم والتي تم تصميمها لتشغيل Interليسب (ولاحقًا Common ليسب). تم استخدام نفس الأجهزة مع برامج مختلفة أيضًا مثل آلات Smalltalk ونظام مكتب Xerox Star. وشملت هذه زيروكس 1100، دولفين (1979)؛ زيروكس 1132، دورادو؛ زيروكس 1108، الهندباء (1981)؛ زيروكس 1109، Dandetiger ؛ وزيروكس 1186/6085، الفجر. تم أيضًا نقل نظام التشغيل الخاص بأجهزة Xerox ليسب إلى جهاز افتراضي وهو متاح للعديد من الأنظمة الأساسية كمنتج يسمى Medley. اشتهرت آلة Xerox ببيئة التطوير المتقدمة (Interليسب-D)، ومدير نوافذ ROOMS ، لواجهة المستخدم الرسومية المبكرة والتطبيقات الجديدة مثل NoteCards (أحد تطبيقات النص التشعبي الأولى).
عملت Xerox أيضًا على آلة ليسب استنادًا إلى حوسبة مجموعة التعليمات المخفضة (RISC)، باستخدام «Xerox Common ليسب Processor» وخططت لطرحها في السوق بحلول عام 1987 ، وهو ما لم يحدث.

### آلات الاستدلال المتكاملة
في منتصف الثمانينيات، قامت آلات الاستدلال المتكاملة (IIM) ببناء نماذج أولية من آلات ليسب المسماة Inferstar.

### تطورات آلات ليسب خارج الولايات المتحدة
في 1984-1985، حاولت شركة في المملكة المتحدة، Racal-Norsk ، وهي شركة فرعية مشتركة بين Racal و Norsk Data ، إعادة استخدام ND-500 فائق الصغر من Norsk Data كآلة ليسب المشفرة، وتشغيل برنامج CADR: نظام معالجة المعرفة (KPS).
كانت هناك عدة محاولات من قبل المصنعين اليابانيين لدخول سوق ماكينات ليسب: معالج Fujitsu Facom-alpha الرئيسي المشترك  ،  NTT's Elis ، معالج الذكاء الاصطناعي من توشيبا (Toshiba (AIP) ) NEC's LIME. أنتجت العديد من الجهود البحثية الجامعية نماذج عمل أولية، من بينها TAKITAC-7  بجامعة كوبي، RIKEN's FLATS  ، و EVLIS من جامعة أوساكا.
في فرنسا، نشأ مشروعان من ليسب Machine: M3L في جامعة تولوز بول ساباتير ولاحقًا MAIA.
في ألمانيا، صممت شركة Siemens معالج ليسب المشترك ليسب المعتمد على RISC.

### نهاية آلات ليسب
مع بداية شتاء الذكاء الاصطناعي والبدايات المبكرة لثورة الحواسيب الصغيرة، والتي من شأنها أن تكتسح الحواسيب الصغيرة وصانعي محطات العمل، يمكن لأجهزة الكمبيوتر المكتبية الأرخص قريبًا تشغيل برامج ليسب بشكل أسرع من آلات ليسب، دون استخدام أجهزة ذات أغراض خاصة. تم القضاء على أعمالهم في مجال الأجهزة ذات هامش الربح المرتفع، وكان معظم صانعي آلات ليسب قد توقفوا عن العمل بحلول أوائل التسعينيات، تاركين فقط الشركات القائمة على البرمجيات مثل Lucid Inc. أو صانعي الأجهزة الذين تحولوا إلى البرامج والخدمات لتجنب الانهيار. اعتبارًا من يناير 2015، إلى جانب Xerox و TI ، تعد Symbolics شركة ماكينات ليسب الوحيدة التي لا تزال تعمل، وتبيع بيئة برامج آلة Open Genera ليسب ونظام Macsyma للجبر الحاسوبي.

### الميراث
تم إجراء العديد من المحاولات لكتابة برامج محاكاة مفتوحة المصدر للعديد من أجهزة ليسب: محاكاة CADR  ، محاكاة آلةSymbolics L ليسب ، مشروع E3 (محاكاة TI Explorer II )، Meroko (TI Explorer I )، ونيفرمور (TI Explorer I ). في 3 أكتوبر 2005، أصدر معهد ماساتشوستس للتكنولوجيا الكود المصدري لآلة CADR ليسب كمصدر مفتوح.
في سبتمبر 2014، أعلن ألكسندر برجر، مطور Picoليسب، عن PilMCU ، وهو تطبيق لـ Picoليسب في الأجهزة.
يحتوي أرشيف مستندات الخاص بـ Bitsavers  على إصدارات PDF من الوثائق الشاملة الخاصة بـ Symbolics ليسب Machines ، مستكشف TI  و MicroExplorer  آلات ليسب وآلات Xerox Interليسب-D ليسب.

### التطبيقات
كانت المجالات التي تستخدم آلات ليسب في الغالب في المجال الواسع لتطبيقات الذكاء الاصطناعي، ولكن أيضًا في رسومات الكمبيوتر ومعالجة الصور الطبية والعديد من المجالات الأخرى.
كانت أنظمة الخبراء التجارية الرئيسية في الثمانينيات متوفرة: بيئة هندسة المعرفة في Intellicorp (KEE)، Knowledge Craft ، من شركة Carnegie Group Inc. و ART (أداة الاستدلال الآلي) من شركة Inference Corporation.

## نظرة عامة على التقنية
في البداية تم تصميم آلات ليسب كمحطات عمل شخصية لتطوير البرامج في ليسب. تم استخدامها من قبل شخص واحد ولم تقدم أي وضع متعدد المستخدمين. قدمت الأجهزة شاشة عرض نقطية كبيرة باللونين الأسود والأبيض ولوحة مفاتيح وفأرة ومحول شبكة وأقراص صلبة محلية وذاكرة وصول عشوائي تزيد عن 1 ميجا بايت وواجهات تسلسلية وناقل محلي لبطاقات التمديد. كانت بطاقات الرسومات الملونة ومحركات الأشرطة وطابعات الليزر اختيارية.
لم يقم المعالج بتشغيل ليسب بشكل مباشر، ولكنه كان عبارة عن آلة مكدس مع تعليمات محسّنة لـ ليسب المترجمة. استخدمت آلات ليسب المبكرة الرمز الصغير لتوفير مجموعة التعليمات. بالنسبة للعديد من العمليات، تم إجراء فحص النوع والإرسال في الأجهزة في وقت التشغيل. على سبيل المثال، يمكن استخدام عملية إضافة واحدة فقط مع أنواع عددية مختلفة (عدد صحيح، وعائم ، وعقلاني ، وأرقام معقدة). كانت النتيجة تمثيلًا مجمعًا مضغوطًا جدًا لرمز ليسب.

يستخدم المثال التالي دالة تحسب عدد عناصر القائمة التي يرجع إليها المسند صحيحًا true.
```
(
defun
 
example-count
 
(
predicate
 
list
)

  
(
let
 
((
count
 
0
))

    
(
dolist
 
(
i
 
list
 
count
)

      
(
when
 
(
funcall
 
predicate
 
i
)

        
(
incf
 
count
)))))

```

يستخدم المثال التالي دالة تحسب عدد عناصر القائمة التي يرجع إليها المسند صحيحًا.
رمز الآلة المفكك للوظيفة المذكورة أعلاه (للمعالج الدقيق العاجي من Symbolics):

```
Command:
 
(
disassemble
 
(
compile
 
#'example-count))

  
0
  
ENTRY:
 
2
 
REQUIRED
,
 
0
 
OPTIONAL
      
;Creating PREDICATE and LIST

  
2
  
PUSH
 
0
                             
;Creating COUNT

  
3
  
PUSH
 
FP
|
3
                          
;LIST

  
4
  
PUSH
 
NIL
                           
;Creating I

  
5
  
BRANCH
 
15

  
6
  
SET
-
TO
-
CDR
-
PUSH
-
CAR
 
FP
|
5

  
7
  
SET
-
SP
-
TO
-
ADDRESS
-
SAVE
-
TOS
 
SP
|-
1

 
10
  
START
-
CALL
 
FP
|
2
                    
;PREDICATE

 
11
  
PUSH
 
FP
|
6
                          
;I

 
12
  
FINISH
-
CALL
-
1
-
VALUE

 
13
  
BRANCH
-
FALSE
 
15

 
14
  
INCREMENT
 
FP
|
4
                     
;COUNT

 
15
  
ENDP
 
FP
|
5

 
16
  
BRANCH
-
FALSE
 
6

 
17
  
SET
-
SP
-
TO
-
ADDRESS
 
SP
|-
2

 
20
  
RETURN
-
SINGLE
-
STACK

```

استخدم نظام التشغيل الذاكرة الظاهرية لتوفير مساحة عنوان كبيرة. تم إدارة الذاكرة مع جمع القمامة. تشترك جميع الرموز في مساحة عنوان واحدة. تم تخزين جميع كائنات البيانات بعلامة في الذاكرة ، بحيث يمكن تحديد النوع في وقت التشغيل. تم دعم مؤشرات تنفيذ متعددة ووصف العمليات. تم تشغيل جميع العمليات في مساحة عنوان واحدة.
تمت كتابة جميع برامج نظام التشغيل بلغة ليسب. استخدمت زيروكس Interليسب. استخدمت Symbolics و LMI و TI ليسب Machine ليسب (سليل Macليسب). مع ظهور Common ليسب ، تم دعم Common ليسب على ماكينات ليسب وتم نقل بعض برامج النظام إلى Common ليسب أو كتابتها لاحقًا في Common ليسب.
لم تعد بعض آلات ليسب اللاحقة (مثل TI MicroExplorer أو Symbolics MacIvory أو Symbolics UX400 / 1200) محطات عمل كاملة ، ولكنها مصممة لتضمينها في أجهزة الكمبيوتر المضيفة: Apple Macintosh II و SUN 3 أو 4.
تتمتع بعض أجهزة ليسب ، مثل Symbolics XL1200 ، بقدرات رسومات شاملة باستخدام لوحات رسومات خاصة. تم استخدام هذه الآلات في مجالات مثل معالجة الصور الطبية والرسوم المتحركة ثلاثية الأبعاد و CAD.

## الروابط الخارجية
- Symbolics website
- Medley
- Bitsavers, PDF documents

```
* 
LMI documentation

* 
MIT CONS documentation

* 
MIT CADR documentation
```

- ليسب Machine Manual, Chinua

```
* 
«The ليسب Machine manual, 4th Edition, July 1981»

* 
«The ليسب Machine manual, 6th Edition, HTML/XSL version»

* 
«The ليسب Machine manual»
```

- Information and code for LMI Lambda and LMI K-Machine
- Jaap Weel's ليسب Machine Webpage at the واي باك مشين (archived 23 June 2015) – A set of links and locally stored documents regarding all manner of ليسب machines
- "A Few Things I Know About ليسب Machines" – A set of links, mostly discussion of buying ليسب machines
- Ralf Möller's Symbolics ليسب Machine Museum
- Vintage Computer Festival pictures of some ليسب machines, one running Genera
- ليسبMACHINE.NET – ليسب Books and Information
- ليسب machines timeline – a timeline of Symbolics' and others' ليسب machines
- (in French) "Présentation Générale du projet M3L" – An account of French efforts in the same vein
- Discussion

```
* "If It Works, It's Not AI: A Commercial Look at Artificial Intelligence startups"
* "Symbolics, Inc.: A failure of Heterogenous engineering" – (PDF)
* "
My ليسب Experiences and the Development of GNU Emacs
" – transcript of a speech 
Richard Stallman
 gave about Emacs, ليسب، and ليسب machines
```